# Fritz Reuter (Maler)
Fritz Reuter (* 4. Januar 1895 in Langenselbold; † 31. Dezember 1971 in Trier) war ein deutscher Maler.

## Ausbildung
Fritz Reuter besuchte zunächst die Staatliche Baugewerkschule in Frankfurt am Main, um als Bautechniker/Architekt in der Branche seines Vaters, eines Bauunternehmers, tätig zu werden. Der Ausbruch des Ersten Weltkrieges 1914 beendete diese Ausbildung vorzeitig, Reuter wurde zum Militär eingezogen und diente bis 1918 als Soldat. Während dieser Kriegsjahre reifte sein Entschluss, sich der freien Malerei anstatt der Architektur zu widmen. 1919 wurde er Schüler des Städelschen Kunstinstituts in Frankfurt am Main, wechselte aber schon nach kurzer Zeit zur Kunstakademie Düsseldorf und studierte dort bis 1924, u. a. als Meisterschüler von Adolf Münzer. Dem Beispiel seines Lehrers folgend klinkte er sich als Mitglied des renommierten Künstlervereins Malkasten in Düsseldorf in dessen kollegial und mäzenatisch weit tragendes Beziehungsgeflecht ein und gehörte ihm von 1924 bis mindestens 1955 an (Nachweislücken für einige Jahre).

## Düsseldorf
Auch nach der Akademiezeit blieb Reuter in Düsseldorf ansässig und war als freischaffender Maler mit breitem Repertoire (Porträts, Landschaften, Architekturstücke, Stillleben) erfolgreich. Porträtaufträge führten ihn u. a. nach Holland und Schweden. 1934 und 1937 folgten längere Studienreisen nach Südamerika und die Karibik bzw. nach Westindien. Er beteiligte sich 1932 an der bedeutenden Ausstellung Düsseldorf-Münchener Kunst im Kunstpalast in Düsseldorf. Auch auf der von den Nationalsozialisten initiierten Großen Deutschen Kunstausstellung 1937 im Haus der Deutschen Kunst in München war er mit zwei Gemälden vertreten. Zu Beginn des Zweiten Weltkriegs 1939 als Vize-Feldwebel einberufen, wurde Reuter altersbedingt dann im Polizeidienst beschäftigt. Bombenangriffe auf Düsseldorf 1942 zerstörten sein Atelier und seine Wohnung.

## Trier
Der Trierer Regierungspräsident Heinrich Christian Siekmeier vermittelte daraufhin die Versetzung Reuters nach Trier und verschaffte ihm eine Bleibe im Palais Walderdorff, dem Regierungssitz im Stadtzentrum. Reuter begann umgehend mit einer Serie von Ölgemälden zu Trierer Baudenkmälern, die er bereits im September 1943 in einer viel beachteten Einzelausstellung im neu eröffneten Museum der Stadt Trier am Konstantinplatz zeigen konnte und die zu seiner bekanntesten Werkgruppe wurde (u. a. Trierer Domgruppe; Am Hauptmarkt; Vor St. Gangolf; Grabenstraße mit St. Gangolf; Basilika St. Matthias; Kurfürstlicher Palast; Kaiserthermen). In einer schriftlichen Dedikation vom 17. März 1944 schenkte Reuter das Ölgemälde „Am Hauptmarkt“ aus dieser Serie der Stadt Trier unter der aufschiebenden Bedingung seines Todes durch Kriegseinwirkung. In den folgenden Jahrzehnten blieb Reuter weiterhin als unabhängiger Künstler tätig, mit eigenem Anwesen in Trier und regelmäßigen Malaufenthalten in seinem Ferienhaus in Arbos/Spanien. Im Frühjahr 1960 war er erneut mit einer Werkschau in der Ausstellung „Vier Maler“ im Museum der Stadt Trier im Stadtmuseum Simeonstift Trier vertreten. Im Übrigen stellte er fast regelmäßig bei der Gesellschaft bildender Künstler und Kunstfreunde in Trier und bei der Europäischen Vereinigung Bildender Künstler für Eifel und Ardennen (EVBK) in Prüm aus, bis er ab der Mitte der 1960er Jahre ausjuriert wurde. Nach seinem mit lobenden Nachrufen bedachten Tod kam es 1979 nochmals zu einer Einzelausstellung im Städtischen Museum Simeonstift Trier sowie 1996 im Heimatmuseum Manderscheid.

## Künstlerische Ausrichtung
Vom konservativen Flügel der Düsseldorfer Akademie geprägt, verschrieb sich Reuter einer dezidiert gegenständlichen Malweise, die sich, vor allem in der Zeit des Nationalsozialismus, zu einem betulichen Realismus versteifte. So versah er bei den vorerwähnten, 1942/43 geschaffenen Ansichten Trierer Baudenkmäler seine detailgenauen Architekturaufnahmen in weich zeichnender Rückwendung mit pseudo-altmeisterlichem Farbeintrag in gedämpften Gelb-Ocker und Sfumato-Effekten. Konventionell repräsentativ gestaltete er auch seine Porträts (u. a. Oberstleutnant C., 1945; Unternehmer S. mit Ausblick auf dessen Fabrikgelände, 1955) und orientierte sich mit zahlreichen gefälligen Blumenstücken und Stillleben an konservativen Käuferkreisen (Stillleben mit Sektglas, 1937; Vase mit Herbstblumen, 1952). Allerdings verstand sich Reuter auch auf skizzenhaft spontane Zugriffe auf ein Motiv, beispielsweise beim Blick auf die nach einem Bombenangriff im August 1944 brennende Trierer Domgruppe. Bei der Wiedergabe seiner Beziehungslandschaften in der Moselregion und in Spanien näherte er sich sogar mit gelockerter Pinselschrift und einer besonders im Alterswerk helleren Palette partiell dem deutschen Spätimpressionismus an.

## Werkstandorte
Stiftung Museum Kunstpalast, Düsseldorf. Stadtmuseum Simeonstift Trier, Museum am Dom Trier. Rheinisches Landesmuseum Trier. Umfangreicher Privatbesitz.